# Tomoki Taniguchi
Tomoki Taniguchi (谷口 智紀 Taniguchi Tomoki?), född 22 oktober 1992 i Kyoto prefektur, är en japansk fotbollsspelare.
Taniguchi började sin karriär 2015 i Nara Club. 2017 flyttade han till Azul Claro Numazu.